# David Civera
David Civera Gracia, född 8 januari 1979 i Teruel, är en spansk popsångare.
David Civera fick undervisning i gitarr och sång från tidig ålder. Han uppträdde på flera lokala musiktävlingar och festivaler, både som sångare och låtskrivare. Vid sidan om gymnasiet studerade han musikteori och gitarr på Conservatorio Musical de Teruel. Han studerade sedan piano och sång på musikkonservatoriet Duettoi i Valencia. Han har även studerat till IT-ingenjör vid universitetet i Zaragoza, men fullbordade inte studierna på grund av sin musikkarriär.
Civera deltog i talangtävlingarna Lluvia de Estrellas (1996) och Canciones de nuestra vida (1997), som sändes i spansk tv. Han utsågs till Spaniens representant i Eurovision Song Contest 2001. Han framförde bidraget Dile que la quiero och kom på 6:e plats med 76 poäng. Senare samma år släppte han debutalbumet med samma namn, som sålde platina i Spanien. Året därpå släppte han albumet En cuerpo y alma, som också sålde platina. Också det tredje albumet, La Chiqui Big Band, sålde platina och 2003 gav han sig ut på turné i Latinamerika.
2004 medverkade han tillsammans med bl.a. Anabel Conde i den spanska uttagningen till Eurovision Song Contest som en del av juryn. 2006 vann han Mira quién Baila, den spanska motsvarigheten till Lets Dance.

## Diskografi
- Dile que la quiero (2001)
- En cuerpo y alma (2002)
- La Chiqui Big Band (2003)
- Perdóname (2005)
- Ni el primero ni el último (2006)
- No bastará (2007)
- Para vivir contigo (2008)
- Grandes éxitos (2008)
- Podemos elegir (2009)
- A ritmo de clásicos (2011)
- Versión original (2013)